# Pseudocobelura succincta
Pseudocobelura succincta är en skalbaggsart som beskrevs av Monné och Martins 1976. Pseudocobelura succincta ingår i släktet Pseudocobelura och familjen långhorningar.
Artens utbredningsområde är Panama. Inga underarter finns listade i Catalogue of Life.